# هویتزر ام۱۱۴
هویتزر ام۱۱۴ یک هویتزر یدک‌کشی است که توسط ارتش ایالات متحده ساخته و استفاده می‌شود. اولین بار در سال 1942 به عنوان یک توپ متوسط با نام 155 تولید شد. میلی متر هویتزر M1 . این هواپیما در طول جنگ جهانی دوم ، جنگ کره و جنگ ویتنام ، قبل از جایگزینی با هویتزر M198 ، به ارتش ایالات متحده خدمت کرد.

## تاریخچه
این توپ آمریکایی، توسط ایران خریداری و به خدمت گرفته شد. بعدها در ایران از روی این توپ، توپ کششی اچ ام ۴۱ را طراحی کرده و ساخت.